# San Pedro de la Bendita
San Pedro de la Bendita ist eine Ortschaft und eine Parroquia rural („ländliches Kirchspiel“) im Kanton Catamayo der ecuadorianischen Provinz Loja. Die Parroquia besitzt eine Fläche von 147,7 km². Beim Zensus 2010 wurden 1590 Einwohner gezählt.

## Lage
Die Parroquia San Pedro de la Bendita liegt in den Anden im Süden von Ecuador. Der 1720 m hoch gelegene Hauptort San Pedro de la Bendita befindet sich 10 km nordwestlich des Kantonshauptortes Catamayo. Die Fernstraßen E35 (Catamayo–Macará) und E50 (Catamayo–Arenillas) führen auf einem gemeinsamen Streckenabschnitt an San Pedro de la Bendita vorbei. Der Río Guayabal fließt entlang der östlichen Verwaltungsgrenze nach Süden und mündet in den Río Catamayo. Dieser fließt anschließend entlang der südlichen Verwaltungsgrenze nach Westen. Im Nordwesten erhebt sich ein Gebirgszug, der im Cerro Achupallas eine Höhe von 2808 m erreicht.
Die Parroquia San Pedro de la Bendita grenzt im Osten an das Municipio von Catamayo, im Süden an die Parroquia Nambacola (Kanton Gonzanamá), im Südwesten an das Municipio von Catacocha (Kanton Paltas), im Nordwesten an die Parroquia Zambi sowie im Norden an die Parroquias Guayquichuma und El Cisne (Kanton Loja).

## Orte und Siedlungen
In der Parroquia San Pedro de la Bendita gibt es neben dem Hauptort folgende Barrios: El Breo, El Limo, El Tingo, La Bendita, La Concha, La Iliaca, San Vicente und Togueros.

## Geschichte
Im Jahr 1779 wurde vom Erzbischof von Cuenca die kirchliche Pfarrei San Pedro gegründet.
Die Parroquia San Pedro de la Bendita wurde am 29. Juni 1906 im Kanton Loja gegründet. Am 22. Mai 1981 wurde die Parroquia Teil des neu geschaffenen Kantons Catamayo.